# Diócesis de El Espinal
La diócesis de El Espinal (en latín: Dioecesis Espinalensis) es una circunscripción eclesiástica de la Iglesia católica en Colombia. Se trata de una diócesis latina, sufragánea de la arquidiócesis de Ibagué. Desde el 19 de diciembre de 2020 su obispo es Miguel Fernando González Mariño.

## Territorio y organización
La diócesis tiene 14 000 km² y extiende su jurisdicción sobre los fieles católicos de rito latino residentes en 24 municipios del departamento de Tolima: Alpujarra, Ataco, Carmen de Apicalá, Chaparral, Coyaima, Cunday, Dolores, El Espinal, Flandes, Guamo, Icononzo, Melgar, Natagaima, Ortega, Planadas, Prado, Purificación, Rioblanco, Saldaña, San Antonio (excepto el distrito de Playarrica), San Luis (excepto el distrito de Payande), Suárez y Villarrica. También forma parte de la diócesis el distrito de Gualanday en el municipio de Coello.
Su territorio limita al norte con la arquidiócesis de Ibagué, al oriente con la diócesis de Girardot, al sur con la de Neiva y el vicariato apostólico de Tierradentro, y al occidente con la arquidiócesis de Popayán, y las diócesis de Palmira y Buga.
La sede de la diócesis se encuentra en la ciudad de El Espinal, en donde se halla la Catedral de Nuestra Señora del Rosario.
En 2021 en la diócesis existían 59 parroquias agrupadas en 8 vicarías: Espinal (Nuestra Señora del Rosario), Guamo (Santa Ana), Melgar (San Francisco de Asís), Purificación (La Candelaria), Saldaña (Nuestra Señora del Carmen), Chaparral (San Juan Bautista), Ataco (Nuestra Señora de Lourdes) y Cunday (La Inmaculada).

## Historia
La diócesis fue erigida el 18 de marzo de 1957 mediante la bula Qui supremum imperium del papa Pío XII, obteniendo el territorio de la diócesis de Ibagué (hoy arquidiócesis). En su inicio quedó conformada por 23 parroquias en 21 municipios y 2 corregimientos. Su presbiterio diocesano lo componían 31 sacerdotes.
Su primer obispo fue Jacinto Vásquez Ochoa, quien dirigió la diócesis durante 15 años. Sus obras principales: la construcción del seminario, el fomento de las vocaciones sacerdotales, la Casa Social Diocesana y formación de campesinos en las Escuelas Radiofónicas. El 12 de diciembre de 1974, la Santa Sede aceptó su renuncia al gobierno pastoral. Murió el 21 de julio de 1980.
En esa misma fecha tomó posesión como segundo obispo Hernando Rojas Ramírez, quien fungía como coadjutor de El Espinal con derecho a sucesión. 
Originalmente sufragánea de la arquidiócesis de Popayán, el 14 de diciembre de 1974 pasó a formar parte de la provincia eclesiástica de la arquidiócesis de Ibagué.
Entre las principales obras de Rojas Ramírez se destacan: celebración del Año Santo en 1975 con una gran misión diocesana. La celebración de las Bodas de Plata de la diócesis el 18 de marzo de 1982. Dirigió la diócesis por espacio de 14 años. El 1 de julio de 1985 fue nombrado obispo de Neiva.
El 25 de octubre de 1985 fue designado como tercer obispo Alonso Arteaga Yepes, quien se posesionó el 12 de diciembre de 1985. Ejerció su cargo por espacio de tres años y medio. Murió de cáncer en su ciudad natal de Donmatías el 31 de octubre de 1989. Entre sus obras principales está la creación de nuevas parroquias y la creación del Mutuo Auxilio Sacerdotal.
El cuarto obispo fue Abraham Escudero Montoya nombrado el 30 de abril de 1990. Se posesionó el 23 de junio de 1990. Entre sus obras más recordadas estuvo la creación del seminario Mayor La Providencia el 15 de marzo de 1994 en la vereda Guayabal del municipio de El Espinal. La noticia de su traslado a la diócesis de Palmira se dio a conocer el 2 de febrero del 2007. Partió de El Espinal el 19 de marzo del mismo año después de haber celebrado las bodas de oro de la diócesis. Falleció el 6 de noviembre del 2009, sus restos reposan en la catedral de Palmira Valle.
El quinto obispo fue Pablo Emiro Salas Anteliz, nombrado el 24 de octubre del año 2007. Tomó posesión de la diócesis de El Espinal el 15 de diciembre del 2007 en la catedral Nuestra Señora del Rosario. Salas organizó el clero en grupos sacerdotales por años de ordenación y paseos a diferentes lugares de Colombia y del mundo. Fue trasladado el 11 de octubre del 2014 a la diócesis de Armenia.   
El sexto obispo es Orlando Roa Barbosa. El 12 de mayo del 2012 el papa Benedicto XVI lo nombró obispo auxiliar de Ibagué. El 18 de julio del 2015 tomó posesión canónica como nuevo obispo de la diócesis de El Espinal en celebración presidida por Ettore Balestrero, nuncio apostólico en Colombia. Fue trasladado a la arquidiócesis de Ibagué el 29 de mayo del 2020 para ser su sexto arzobispo metropolitano, lo que tuvo efecto el 17 de julio del 2020.

A través del decreto 86 del 29 de junio de 1985 Hernando Rojas Ramírez promulgó el escudo de la diócesis del Espinal:
Artículo Primero: Adoptase como escudo y blasón de la Diócesis del Espinal, el concebido con la siguiente descripción: escudo cortado, el primero de gules y una rosa de plata con estambres y sépalos de oro, circundada de una corona de dos ramas de espino entrelazadas de sable. El segundo de azur y tres plantas de arroz bien ordenadas, cada una de tres espigas de oro con granos de plata. Por timbre una cruz de plata con galones de sinople, en la parte inferior. Los colores de las dos partes del escudo significan; el rojo o gules el valor unido al sacrificio, el azur la lealtad y el amor a la agricultura.

## Estadísticas
Según el Anuario Pontificio 2022 la diócesis tenía a fines de 2021 un total de 664 700 fieles bautizados.
| Año                                                                             | Población            | Población | Población      | Sacerdotes | Sacerdotes    | Sacerdotes    | Bautizados por sacerdote | Diáconos permanentes | Religiosos | Religiosos | Parroquias |
| Año                                                                             | Bautizados católicos | Total     | % de católicos | Total      | Clero secular | Clero regular | Bautizados por sacerdote | Diáconos permanentes | Varones    | Mujeres    | Parroquias |
| ------------------------------------------------------------------------------- | -------------------- | --------- | -------------- | ---------- | ------------- | ------------- | ------------------------ | -------------------- | ---------- | ---------- | ---------- |
| 1966                                                                            | 420 000              | ?         |                | 42         | 42            |               | 10 000                   |                      | 10         | 80         | 28         |
| 1970                                                                            | ?                    | 406 700   | ?              | 55         | 55            |               | ?                        |                      |            | 88         | 32         |
| 1976                                                                            | 465 000              | 490 000   | 94.9           | 49         | 49            |               | 9489                     |                      | 6          | 60         | 36         |
| 1980                                                                            | 538 000              | 588 000   | 91.5           | 50         | 50            |               | 10 760                   |                      |            | 54         | 36         |
| 1990                                                                            | 722 000              | 745 000   | 96.9           | 56         | 56            |               | 12 892                   | 1                    | 10         | 35         | 38         |
| 1999                                                                            | 371 212              | 464 015   | 80.0           | 79         | 79            |               | 4698                     |                      |            | 72         | 50         |
| 2000                                                                            | 371 212              | 464 015   | 80.0           | 82         | 82            |               | 4526                     |                      |            | 72         | 50         |
| 2001                                                                            | 350 000              | 425 000   | 82.4           | 79         | 79            |               | 4430                     |                      |            | 85         | 50         |
| 2002                                                                            | 350 000              | 425 000   | 82.4           | 93         | 93            |               | 3763                     |                      |            | 66         | 53         |
| 2003                                                                            | 350 000              | 425 000   | 82.4           | 93         | 93            |               | 3763                     |                      |            | 66         | 53         |
| 2004                                                                            | 350 000              | 425 000   | 82.4           | 88         | 88            |               | 3977                     |                      |            | 56         | 53         |
| 2006                                                                            | 331 000              | 439 000   | 75.4           | 98         | 98            |               | 3377                     |                      |            | 39         | 54         |
| 2013                                                                            | 432 000              | 479 000   | 90.2           | 92         | 92            |               | 4695                     |                      | 18         | 48         | 58         |
| 2016                                                                            | 447 000              | 495 000   | 90.3           | 99         | 97            | 2             | 4515                     |                      | 20         | 34         | 61         |
| 2019                                                                            | 462 000              | 511 660   | 90.3           | 99         | 94            | 5             | 4666                     |                      | 9          | 35         | 61         |
| 2021                                                                            | 664 700              | 756 800   | 87.8           | 103        | 103           |               | 6453                     |                      | 4          | 36         | 59         |
| Fuente: Catholic-Hierarchy, que a su vez toma los datos del Anuario Pontificio. |                      |           |                |            |               |               |                          |                      |            |            |            |

## Episcopologio
- Jacinto Vásquez Ochoa † (18 de marzo de 1957-12 de diciembre de 1974 renunció)
- Hernando Rojas Ramírez † (12 de diciembre de 1974 por sucesión-1 de julio de 1985 nombrado obispo de Neiva)
- Alonso Arteaga Yepes † (25 de octubre de 1985-30 de octubre de 1989 falleció)[7]
- Abraham Escudero Montoya (30 de abril de 1990-2 de febrero de 2007 nombrado obispo de Palmira)
- Pablo Emiro Salas Anteliz (24 de octubre de 2007-18 de agosto de 2014 nombrado obispo de Armenia)
- Orlando Roa Barbosa (30 de mayo de 2015-29 de mayo de 2020 nombrado arzobispo de Ibagué)[nota 1]
- Miguel Fernando González Mariño, desde el 19 de diciembre de 2020